# Eumelea attenuata
Eumelea attenuata är en fjärilsart som beskrevs av W. Warren 1899. Eumelea attenuata ingår i släktet Eumelea och familjen mätare. Inga underarter finns listade i Catalogue of Life.